# Exosternus angolae
Exosternus angolae är en skalbaggsart som beskrevs av Lewis 1909. Exosternus angolae ingår i släktet Exosternus och familjen stumpbaggar. Inga underarter finns listade i Catalogue of Life.